# Ibo (Moçambique)
Ibo é uma vila da província de Cabo Delgado, em Moçambique, sede do distrito de Ibo. Desde 2022 que é um município, com órgãos locais eleitos. Localiza-se na Ilha do Ibo, uma ilha do arquipélago das Quirimbas. Tem uma população de 4,908 habitantes (censo de 2007).
A vila de Ibo foi fundada em 1761, sendo a primeira capital de Cabo Delgado. De 1894 a 1902 foi a sede da Companhia do Niassa. O seu auge posterior esteve relacionado com o comércio esclavagista. Com a sua abolição começa o lento declínio económico que se consuma politicamente com a transferência das últimas repartições da administração de Cabo Delgado para Pemba (então Porto Amélia) em 1929.